# Pidlissea, Buceaci
Pidlissea (în ucraineană Підлісся) este un sat în comuna Pidzamociok din raionul Buceaci, regiunea Ternopil, Ucraina.

## Demografie
Componența lingvistică a localității Pidlissea
     Ucraineană (99,53%)
     Alte limbi (0,47%)
Conform recensământului din 2001, majoritatea populației localității Pidlissea era vorbitoare de ucraineană (99,53%), existând în minoritate și vorbitori de alte limbi.